# Bartolomeo della Gatta

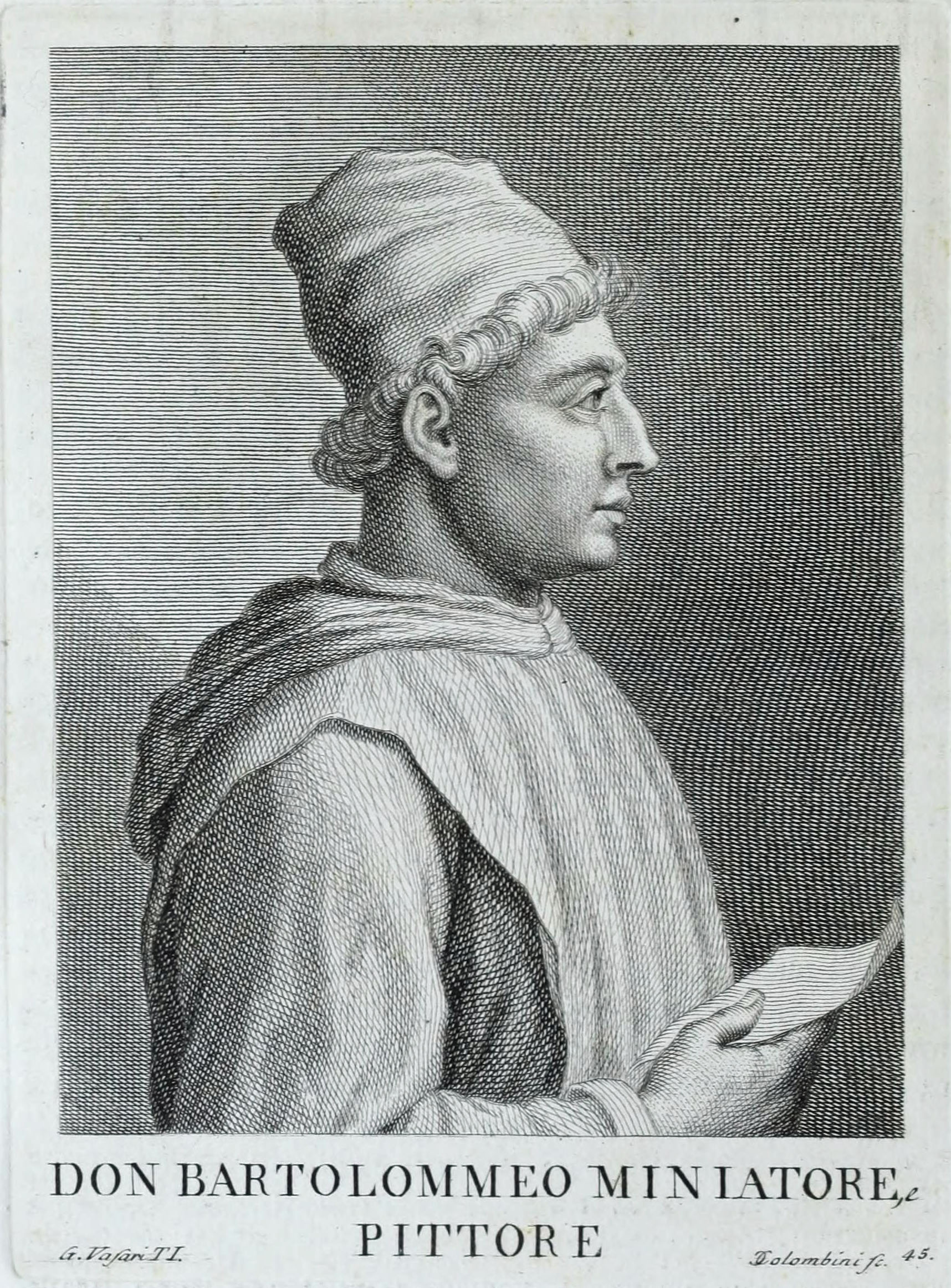
Bartolomeo della Gatta

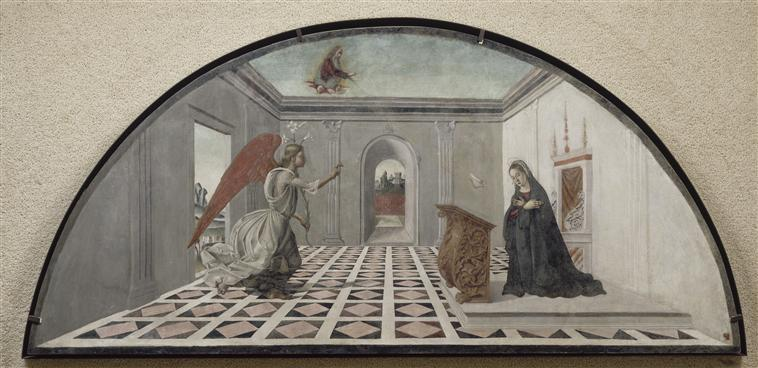
La Anunciaciónde Bartolomeo della Gatta. ca 1500. Museo del Pequeño Palacio de Aviñón.

Bartolomeo della Gatta (1448-1502), nacido Pietro di Antonio Dei, fue un pintor, miniaturista y arquitecto italiano de Florencia. 

## Vida
Era hijo de un orfebre. Fue colega de Fray Bartolomeo. En 1468 se hizo monje de la orden de los camaldulenses, probablemente en Santa Maria de los Ángeles de Florencia, a la que había ingresado hacía poco su hermano Niccolò. Al tomar los hábitos adoptó el nombre de Bartolomeo. Hacia 1481 fue convocado a Roma, donde contribuyó a la decoración al fresco de los muros de la Capilla Sixtina. 
Llegó a ser abad de la Abadía de San Clemente, en Arezzo. Murió en 1502 y está enterrado en esta abadía. 